# Diongolo
Diongolo est une localité située dans le département de Banfora de la province de la Comoé dans la région des Cascades au Burkina Faso.

## Santé et éducation
Le village possède un centre de formation des jeunes et d'alphabétisation (CFJA). 